# Aphelaria lacerata
Aphelaria lacerata är en svampart som beskrevs av R.H. Petersen & M. Zang 1986. Aphelaria lacerata ingår i släktet Aphelaria och familjen Aphelariaceae.   Inga underarter finns listade i Catalogue of Life.